# 辻ミチ子
辻 ミチ子（つじ みちこ、1929年 - ）は、日本の歴史学者。

## 略歴
京都府京都市生まれ。立命館大学大学院修士課程修了。2000年「転生の都市・京都 民衆の社会と生活」で博士（文学）。高校教諭ののち、宇治市歴史資料館館長、京都文化短期大学教授などを務めた。

## 著書
- 『町組と小学校』（角川書店、季刊論叢 日本文化） 1977
- 『京都こぼればな史』（京都新聞社） 1986
- 『転生の都市・京都 民衆の社会と生活』（阿吽社） 1999
- 『女たちの幕末京都』（中公新書） 2003
- 『京の和菓子 暮らしを彩る四季の技』（中公新書） 2005
- 『和宮 後世まで清き名を残したく候』（ミネルヴァ書房、ミネルヴァ日本評伝選） 2008
- 『「京あまべの歴史」を語る』（部落解放同盟京都府連合会東三条支部） 2014

### 監修
- 『宇治の今昔 保存版』（監修、郷土出版社） 2010

## 論文
- ＜辻ミチ子